# Dwór w Ciężkowicach
Dwór Buczyńskich w Ciężkowicach – zabytkowy dwór w Ciężkowicach, w powiecie radomszczańskim. Wpisany do rejestru zabytków woj. łódzkiego pod nr 526/91 z datą z 18 czerwca 1991 roku.

## Historia
Dwór w Ciężkowicach powstał na przełomie XIX i XX wieku. Otaczał go sad oraz ogród. Właścicielem dworu był Tomasz Buczyński (1863–1941), który przyczynił się do rozwoju wsi oraz pomagał mieszkańcom. Wygłaszał dla nich pogadanki na temat rolnictwa, historii, zdrowia oraz higieny, zapraszał do wioski wielu słynnych śpiewaków i artystów. Wspomagał młode talenty oraz pokrywał koszty studiów zdolnych, ale biednych ludzi. Z powodu zadłużenia dziedzica dwór zlicytowano, a budynek wykupił syn lokaja. Zapewnił Tomaszowi Buczyńskiemu dom i dożywotnią opiekę. W 1957 roku urządzono w wieży kaplicę, a w jednej z głównych sal przedszkole. W 2013 zrujnowany dwór i 3 hektarowa działka (w tym 1,8 ha parku) były wystawione na sprzedaż za cenę 2 200 000 złotych.

## Architektura
Jest to budynek piętrowy, murowany, prezentujący styl neoklasycystyczny. Posiada charakterystyczną, ośmioboczną wieżyczkę.

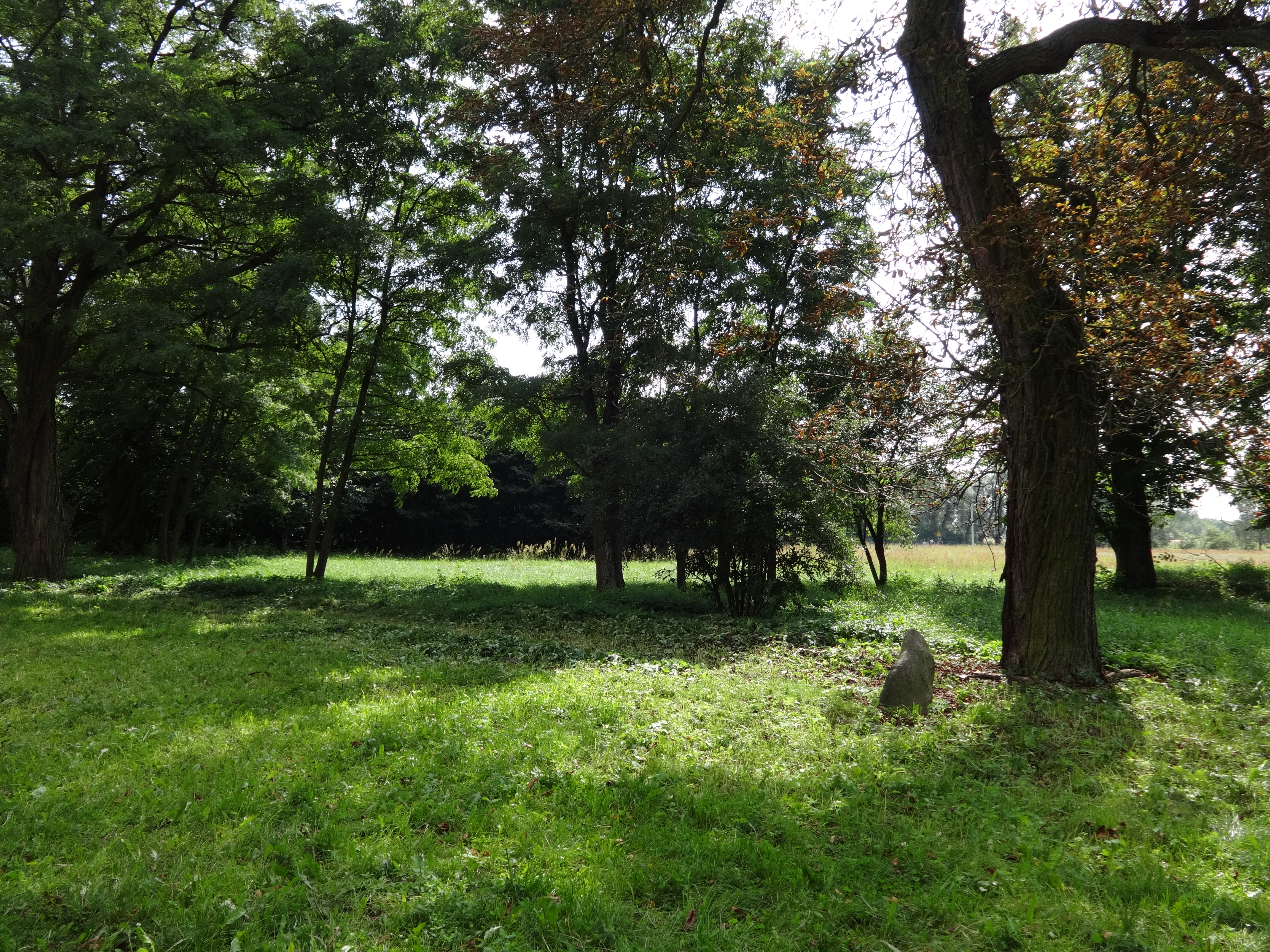
Park dworski